# Nuno Álvares Pereira
Hrabě Nuno Álvares Pereira, OCarm. (24. června 1360, Cernache do Bonjardim nebo Flor da Rosa, Portugalsko – 1. dubna 1431, Lisabon), řeholním jménem Nuno od Panny Marie, byl portugalský šlechtic a vojevůdce, jeden z největších vojevůdců portugalských dějin.
Jeho vítězství nad několikanásobně silnějšími kastilskými vojsky v letech 1384–1385 zajistila nezávislost Portugalska na Kastilii a vynesla dynastii Avis na portugalský trůn. Podílel se též na dobytí Ceuty.
Po smrti své manželky odmítl znovu se oženit a vstoupil do karmelitánského řádu. V roce 1918 jej papež Benedikt XV. blahořečil a roku 2009 byl Benediktem XVI. svatořečen.

## Život

### Dětství a rodina
Tento vojevůdce, patron Portugalska a karmelitánský řeholník se narodil 24. června 1360 ve Flor da Rosa, které se nachází nedaleko města Crato v centrálním Portugalsku. Rok po svém narození byl malý chlapec legitimizován královským dekretem, díky kterému se mu dostalo rytířského vzdělání, které bylo v tehdejší době běžné zejména u bohatších a urozenějších rodin. Ve třinácti letech byl dospívající Nuno Álvares povolán ke dvoru a stal se dvořanem krále Ferdinanda I. Po Ferdinandově smrti v roce 1383 zůstala na královském trůně jeho žena Eleonora Teles, která později pasovala Pereiru na rytíře.
V šestnácti letech se mladý rytíř, který sám toužil po mnišské dráze, na příkaz otce oženil s mladou a urozenou vdovou Leonor de Alvim. Z tohoto manželského svazku se narodily tři děti. Dva chlapci zemřeli v brzkých letech svého života a holčička Beatriz se později vdala za Alfonse z Braganzy, nemanželského syna krále Jana I., kterému Nuno svými vítězstvími pomohl na portugalský trůn. Z tohoto manželství vzešla dynastie Braganza, jejíž členové později jako vévodové z Braganzy usedli na trůny Portugalska a Brazílie.

### Vojenská kariéra
Král Jan I. Portugalský označoval Pereiru za jednoho z nejbližších přátel, protože mu byl nápomocen v bojích o trůn a za nezávislost Portugalska. Tyto boje se rozpoutaly 22. října 1383, kdy zemřel výše zmíněný král Ferdinand a na trůn počal aspirovat Jan I. Kastilský. Tento byl na trůn dosazen Eleonorou, vdovou po králi a nově i vlastní tchyní, když se oženil s královou dcerou Beatrix. Dvouleté boje, při kterých byl Pereira velkou oporou budoucího krále, byly ukončeny 14. srpna 1385 bitvou u Aljubarroty.
Rytířské dovednosti a válečnické schopnosti byly v Pereirovi podněcovány a podporovány zejména silnou křesťanskou vírou, láskou k eucharistii a oddaností Panně Marii. V čele svých výprav vždy nesl kříž s vyobrazeními Panny Marie a svatých rytířů Jakuba a Jiřího. Během těchto vojenských putování vybudoval mnoho kostelů a klášterů, například karmelitánský kostel v Lisabonu. Jedním z posledních a nejdůležitějších vojenských počinů bylo dobytí severoafrického města Ceuty v roce 1415, jehož význam byl velmi zásadní nejenom pro Portugalsko, ale pro celou křesťanskou Evropu. Tímto byl vlastně zahájen kolonizační proces na území Afriky a šíření křesťanské víry do nových oblastí.
Rozložení postav na Pereirově vlajce bylo podrobeno přesné ikonografické hierarchii. Celá plocha je protnuta velkým červeným křížem, který tak vytváří čtyři samostatné prostory s výjevy. V horní polovině je zobrazena v pravé části Panna Marie s malým Ježíškem, na protější straně se nachází již výjev pašijový, Pana Marie a Svatý Jan Křtitel při scéně Ukřižování Ježíše Krista. V dolních dvou segmentech jsou znázorněni rytíři Jakub a Jiří, oba v uctivém pokleku a se sepjatýma rukama k modlitbě.

### Vstup do karmelitánského řádu
Po smrti své manželky v roce 1387 se osamocený Pereira odmítl znovu oženit a namířil svou životní cestu duchovním směrem. Značnou část majetku věnoval válečným veteránům a v roce 1423 se odebral do karmelitánského kláštera, který sám již dříve založil. Ve svých třiašedesáti letech, na svátek Nanebevzetí Panny Marie, vstoupil do kláštera jako mnich. Zde dostal své nové jméno bratr Nuno od Panny Marie. Ve svém novém působišti se zasvětil celibátnímu způsobu života a směřoval veškerou životní energii do služby chudým. Tato nově nastolená cesta byla poměrně radikálním krokem, bývalý vojevůdce a rytíř musel odložit válčení a zbraně a věnovat se pouze cestě duchovní v mezích karmelitánské víry.
Nyní se Nuno De Santa Maria Álvares Pereira stal právoplatným řeholníkem Karmelitánského řádu. Tento žebravý řád se vyznačuje tmavě hnědým řeholním šatem, případně o nedělích a slavnostech doplněným o bílý plášť. Významným doplňkem je škapulíř, který splývá přes prsa a přes lopatky. Podle legendy z 13. století věnovala takový škapulíř generálnímu převorovi sv. Šimonu Stockovi samotná Panna Marie. Je tedy nesporné, že zasvěcení se do řádu Karmelitánů bylo přirozeným vyústěním Pereirova obdivu k Panně Marii. Kromě běžných milosrdenství a péče o nemajetné se Pereira zabýval velmi intenzivně sirotky. Portugalský lid jej za to velmi obdivoval a choval k němu velkou úctu, nazývali ho „Santo Condestável“, ve volném překladu Svatý strážce.

## Smrt, blahořečení a svatořečení
Nuno De Santa Maria Álvares Pereira zemřel 1. listopadu 1431. O tomto datu je vedena diskuze, je stejně tak možné, že zemřel již 1. dubna, na velikonoční neděli. Traduje se, že během jeho posledních chvil mu bylo bratry předčítáno z evangelia sv. Jana, umučení Krista. Okamžik smrti měl nastat ve chvíli, kdy předčítač vyřkl Kristova slova na kříži: „Ecce mater tua.“ Jak vidno, celoživotní propojení Nuno Álvarese Pereiry s Pannou Marií bylo spojením trvajícím až do konce. Beatifikován byl Nuno Álvares Pereira 23. ledna 1918 papežem Benediktem XV., který jej zamýšlel předložit válčící Evropě jako upomínku na lásku k bližním a spravedlivý mír. Kanonizován byl papežem Benediktem XVI. v roce 2009. Svátek tohoto světce připadá na 6. listopad.